# Yngve Johansson (konstnär)
Yngve Johansson, född 1912 i Göteborg, död 1987 i Göteborg, var en svensk målare och skulptör.
Johansson studerade vid Konstindustriskolan i Göteborg och var elev till Wilhelm Smith Åryd; han bedrev även privata konststudier i utlandet. Han var inspirerad av Carl Kylberg och hans tidiga konst bär drag från Kylberg. Han medverkade i ett stort antal separat- och samlingsutställningar runt om i landet. Han arbetade med utsmyckningar och teaterdekorationer. Johansson är representerad i Stockholms kommun, Göteborgs kommun, Kungälvs kommun och Jönköpings kommun. 